# Carlos de Austria
Carlos de Austria (Cordova, 15 luglio 1978) è un attore e cantante spagnolo, noto per aver interpretato il ruolo del militare Cristóbal Garrigues nella soap Il segreto (El secreto de Puente Viejo), per quello del criminale Aurelio Quesada nella soap Una vita (Acacias 38). Dall'aprile 2024 prende parte anche al cast della serie "La Promessa" (La Promesa), come Ricardo Pellicer, maggiordomo dei Marchesi de Luján..

## Biografia
Carlos de Austria è nato il 15 luglio 1978 a Cordova, nella comunità dell'Andalusia (Spagna), e oltre alla recitazione si occupa anche di musica e di teatro.

## Carriera
Carlos de Austria ha seguito lezioni di recitazione impartite da Roger Gual, Benito Zambrano, Vicente Fuentes, Carles Alfaro, Carmen Rico, Manuel Canseco e Paz Sayago. Ha seguito vari corsi come: uno di interpretazione, uno di clown tenuto da Paz Sayago con la compagnia Los Ulen, uno di teatro classico tenuto da Manuel Canseco e uno di recitazione drammatica con Carles Alfaro. Si è anche allenato con la voce con Vicente Fuentes e ha seguito lezioni di recitazione del cinema con Roger Gual.
All'inizio del 2011 ha creato la società La Canalla insieme a Rafa de Vera e Federico Vergne. Nello stesso anno ha preso parte al concerto di presentazione della Camerata Ipagro. Nel 2012 ha presentato il gala del festival internazionale del cinema music di Cordova. Nel 2016 ha creato la società Cía con Silvia Acosta, mentre nel 2018 ha vinto l'Almagro Festival per El Lazarillo de Tormes.
Nel 2007 ha fatto il suo debutto nel mondo del cinema con il film Cordura diretto da Miguel Asturias. Nel 2011 ha recitato nella serie Checoslovaquia 33. L'anno successivo, nel 2012, ha preso parte al cortometraggio Zombi diretto da Francisco Sánchez. Nel 2013 ha recitato nel film Made in china diretto da Juanma Davifue, mentre nel 2014 ha preso parte al cast della serie Amores que duelen. Nel 2016 ha recitato nella serie Meme. Nello stesso anno è apparso nel cortometraggio 7 segundos diretto da Juanma Davifue. Nel 2016 ha preso parte al cortometraggio Conciliación diretto da Ana Vázquez.
Nel 2016 e nel 2017 è stato scelto per interpretare il ruolo dell'antagonista Cristóbal Garrigues nella soap opera in onda su Antena 3 Il segreto (El secreto de Puente Viejo) e dove ha recitato insieme ad attori come María Bouzas, Mario Zorrilla, Chico García e Raul Peña. Nel 2017 ha recitato nel cortometraggio En equipo diretto da Manuel Ollero. Nel 2018 ha recitato nelle serie Todo por el juego e ne Le ragazze del centralino (Las chicas del cable). L'anno successivo, nel 2019, ha preso parte alle serie Estoy vivo e La peste. Nel 2020 è entrato a far parte del cast della serie La barriera (La valla).
Nel 2020 e nel 2021 è stato scelto da TVE per interpretare il ruolo del crudele gangster messicano Aurelio Quesada nella soap opera in onda su La 1 Una vita (Acacias 38) e dove ha recitato insieme agli attori Clara Garrido, Ástrid Janer, Marcial Álvarez, Olga Haenke, Pablo Carro, Patxi Santamaría, Roser Tapias e Aleix Rengel Meca. Nel 2021 ha interpretato il ruolo di Darío Toledano nella serie Alba. Nello stesso anno ha recitato nella serie in onda su La 1 Servir y proteger. Nel 2022 ha ricoperto il ruolo del Dottor Moreno nella serie Cuéntame cómo pasó.

## Filmografia

### Cinema
- Cordura, regia di Miguel Asturias (2007)
- Made in china, regia di Juanma Davifue (2013)

### Televisione
- Checoslovaquia 33 – serie TV (2011)
- Amores que duelen – serie TV (2014)
- Meme – serie TV (2015)
- Il segreto (El secreto de Puente Viejo) – soap opera, 245 episodi (2016-2017)
- Todo por el juego – serie TV (2018)
- Le ragazze del centralino (Las chicas del cable) – serie TV (2018)
- Estoy vivo – serie TV (2019)
- La peste – serie TV (2019)
- La barriera (La valla) – serie TV (2020)
- Una vita (Acacias 38) – soap opera, 184 episodi (2020-2021)
- Alba – serie TV (2021)
- Servir y proteger – serie TV (2021)
- Cuéntame cómo pasó – serie TV (2022)
- La promessa - serie TV (2024-in corso)

### Cortometraggi
- Zombi, regia di Francisco Sánchez (2012)
- 7 segundos, regia di Juanma Davifue (2015)
- Conciliación, regia di Ana Vázquez (2016)
- En equipo, regia di Manuel Ollero (2017)

## Teatro
- Tres sombreros de copa (1998)
- Sainetes de los hermanos di Álvarez Quintero (1999)
- La dama del alba (1999)
- Guapo, libre y español (2000)
- Maribel y la extraña familia (2000)
- Cianuro, solo o con leche (2001)
- Mujeres (2001)
- Oscar y Sherlock (2003)
- El crimen al alcance de la clase media (2004)
- La soga (2005)
- Ninette, y un señor de Murcia (2006)
- La venganza de Don Mendo (2006)
- Cómo acabar de una vez por todas con la cultura (2006)
- Bajarse al moro di Jaimito, diretto da Paqui Miranda (2007)
- La huella di Andrew Wike, diretto da Juan Pablo Herencia (2007)
- Manual para el anillador doméstico, diretto da Juan Pablo Herencia (2007)
- El X-9000, diretto da Juan Pablo Herencia (2007)
- Encuentro a tres, diretto da Juan Pablo Herencia (2007)
- Demonis (2007)
- ¡HORROR! Reunión (2008), diretto da Juan Pablo Herencia (2008)
- Las Mujeres Sabias, diretto da Antonio Barrios (2008)
- Entre Bobos Anda el Juego, diretto da Antonio Barrios (2008)
- Averroes, diretto da Juan Pablo Herencia (2008)
- Cyrano de Bergerack di Rageneau, Valvert, diretto da José Ortiz, presso il teatro Ñaque (2009)
- Pares y Nines, diretto da Juan Pablo Herencia (2009)
- El manuscrito de Calderó, diretto da Antonio Barrios (2009)
- Enamorados de la moda juvenil, diretto da Máximo Ortega, presso il teatro musicale (2010)
- Una Historia del Zoo 2.3, diretto da Federico Vergne (2010-2011)
- El Invierno bajo la mesa di Albert Milá, diretto da Francisco Piñero, presso il teatro del Mercado (2012)
- Las Mujeres Sabias, diretto da Antonio Barrios (2012)
- Entre cómicos y pícaros, diretto da Antonio Barrios (2012)
- No hay burlas con el amor, diretto da Antonio Barrios (2012)
- La cena del rey Baltasar, diretto da Antonio Barrios (2013)
- El perro del hortelano, diretto da Álvaro Morte (2013)
- De Monólogos y escenas, diretto da Federico Vergne, Auxi Jiménez e Belén Benítez (2013)
- Tres sombreros de copa, diretto da Álvaro Morte (2013)
- El caballero de Olmedo, diretto da Antonio Barrios (2013)
- En Dirección Norte, diretto da Federico Vergne (2013)
- La Dama Boba, diretto da Marta Balón, presso il teatro Duode (2014)
- Miles Gloriosus, diretto da Antonio Barrios, presso il teatro Par (2014)
- La casa de Bernarda Alba, diretto da Álvaro Morte (2014)
- Olvídame, diretto da Montse Ortiz (2015)
- Trabajos de Amor, diretto da Miguel Cubero (2015)
- El caballero de Olmedo, diretto da Juan Carlos Sanz (2015)
- Adán y Eva en Broadway, diretto da Javier Muñoz (2015-2022)
- El Lazarillo de Tormes, diretto da Álvaro Morte (2017)
- AfterPlay, diretto da Roberto Quintana (2017)
- La función que sale mal, diretto da Sean Turner (2019-2021)
- A quien le importa, Musical diretto da Cari Antón (2021-2022)

## Doppiatori italiani
Nelle versioni in italiano dei suoi film e delle sue serie TV, Carlos de Austria è stato doppiato da:
- Patrizio Prata[19] in Una vita,[20]La promessa
- Stefano Alessandroni[21] ne Il segreto[22]